# Adenomioza
Adenomioza je medicinsko stanje koje karakterizira prisutnost endometrijskog tkiva (unutarnji sloj maternice) unutar miometrija (debeli sloj glatkih mišića u maternici). 
Miometrij je najčešće mjesto "ektopičnog" endometrija.
Ovo stanje najčešće se nalazi kod žena u dobi od 35 do 50 godina. Adenomioza se najčešće manifestira pojačanim i produljenim, nerijetko i bolnim menstruacijskom krvarenjem (dismenoreja i menoragija). Adenomioza može biti i bez ikakvih izraženih simptoma.
Uzrok ove bolesti je nepoznat, iako se pretpostavlja da je glavni razlog ozljeda sluznice maternice. 
Liječenje ove bolesti može biti kirurško ili lijekovima. Adenomioza ne povećava rizik za razvoja zloćudnih tumora. Rast endometrija ovisi o estrogenima, stoga u menopauzi dolazi do izlječenja. 
Adenomioza se vrlo često javlja uz miome maternice i endometriozu u zdjelici. 